# Бирден (Арканзас)
Бирден (енгл. Bearden) град је у америчкој савезној држави Арканзас.

## Демографија
По попису из 2010. године број становника је 966, што је 159 (-14,1%) становника мање него 2000. године.
| Група             | 2000.       | 2010.       |
| Белци             | 728 (64,7%) | 567 (58,7%) |
| Афроамериканци    | 365 (32,4%) | 314 (32,5%) |
| Азијати           | 1 (0,1%)    | 2 (0,2%)    |
| Хиспаноамериканци | 17 (1,5%)   | 56 (5,8%)   |
| Укупно            | 1.125       | 966         |